# Taragot
Il taragot o tarogato (in ungherese: tárogató o töröksíp) è uno strumento a fiato tipico della musica popolare ungherese. Attestato almeno dal XV secolo, ma probabilmente più antico, è stato oggetto di vari tentativi di ricostruzione in età contemporanea, ma la sua versione moderna presenta poche somiglianze con lo strumento originale.

## Taragot antico
L'uso del taragot è attestato almeno dal Quattrocento, ma potrebbe essere stato introdotto già al tempo della migrazione dei magiari in Europa nel IX secolo. Gli strumenti della famiglia della zurna entrarono in Europa orientale in età medievale, portati dai turchi; a questa famiglia appartiene anche il taragot, detto infatti in magiaro anche töröksíp (flauto turco). Strumenti di tradizione diversa potrebbero essersi fusi tra loro, dandogli vita. Fino al XVIII secolo il taragot fu una sorta di ciaramella ad ancia doppia e foratura conica, priva di tasti.
Strumento potente, dal suono aspro, il taragot serviva per i segnali militari in battaglia, al pari del bugle e della cornamusa. Cadde in disuso dopo che, essendo assurto a simbolo della rivolta di Rákóczi, fu bandito dalla monarchia asburgica (XVIII secolo).

## Taragot moderno
Dopo che la Rivoluzione ungherese del 1848 ebbe trainato una reviviscenza dello strumento, e diversi tentativi di ricostruirlo, furono infine il fabbricante di Budapest Venzel József Schunda e il musicista Gyula Káldy che, dopo anni di esperimenti, tra il 1894 e il 1896, produssero una nuova versione del taragot (1897). Il nuovo strumento è in legno, generalmente grenadilla nero come clarinetto e oboe. Il tarogat soprano in si♭ è lungo circa 74 cm e ha un suono malinconico, a metà strada tra un corno inglese e un sassofono soprano. Il rinomato costruttore János Stowasser produsse un'intera famiglia di tarogat il cui esemplare più grande era un tarogat contrabbasso in mi♭. Le differenze con lo strumento antico sono però notevoli, tanto che per il nuovo è stato suggerito il nome di schundafono.
Il taragot moderno divenne simbolo dell'aristocrazia ungherese e fu lo strumento a fiato preferito di Miklós Horthy. La sua produzione in Ungheria cessò dopo la seconda guerra mondiale, ma proseguì in Romania e in altri paesi, per riprendere anche in patria negli anni '90.
Alcuni teatri d'opera, come la Royal Opera House londinese, usano per tradizione il taragot al posto del corno inglese nel terzo atto di Tristano e Isotta di Wagner, nell'ultimo passaggio (battute 999-1149) dell'Aria del pastore, ma l'autore non aveva indicato lo strumento in organico, limitandosi a suggerire «uno strumento naturale semplice, costruito appositamente».